# Gamás
Gamás é um município da Hungria, situado no condado de Somogy. Tem 42,92 km² de área e sua população em 2019 foi estimada em 748 habitantes.